# Катровский, Александр Петрович
Александр Петрович Катровский (род. 17 апреля 1956, Белоногово, Амурская область) — российский учёный-географ, педагог, профессор Смоленского государственного университета. Член Координационного совета Ассоциации российских географов обществоведов (АРГО), руководитель Комиссии по экспедиционно-проектной деятельности, координатор "Клуба увлекательных путешествий АРГО",  Основатель и главный редактор журнала «Региональные исследования». Главный редактор журнала "Туризм и региональное развитие". Доктор географических наук, профессор.

## Биография
В 1977 году окончил Калининский государственный университет по специальности «География».
В 1977—1979 годах — ассистент кафедры экономической географии Калининского государственного университета.
1979-1982 аспирант кафедры экономической географии СССР Московского университета им. М.В. Ломоносова. Под руководством известного советского географа Саушкина Юлиана Глебовича выполнил, а в 1984 году защитил диссертацию на соискание учёной степени кандидата географических наук на тему «Территориальная организация профессионального образования: теоретические и прикладные аспекты географического изучения».
В 1982—1985 годах — старший преподаватель кафедры экономической географии Брянского государственного педагогического института.
В 1985—1994 годах — доцент кафедры экономической географии Смоленского государственного педагогического института. В 1994-1997 докторант кафедры экономической и социальной географии России Московского университета им. М.В. Ломоносова. Научный консультант А.И. Алексеев
В 1998—2014 годах — проректор по научной работе Смоленского гуманитарного университета. Заведующий кафедрой географии и туризма, директор научно-исследовательского института региональных исследований Смоленского гуманитарного университета.
С 2002 года — главный редактор научного журнала "Региональные исследования".
В 2004 году защитил диссертацию на соискание учёной степени доктора географических наук на тему «Развитие территориальной структуры высшей школы России».
В 2003- март 2022 Председатель Смоленского отделения Русского географического общества
В 2005—2013 годах — профессор Смоленского филиала Всероссийского заочного финансово-экономического института (Финансового университета при Правительстве РФ).
В 2006 году присвоено учёное звание профессора.
В 2013—2022 годах — профессор кафедры менеджмента и маркетинга Смоленского филиала Финансового университета при Правительстве Российской Федерации.
С 2013 года — член комиссии по территориальной организации и планированию Русского географического общества.
С 2014 года — профессор кафедры географии Смоленского государственного университета.

## Научные труды
Автор свыше 300 научных и учебно-методических работ по различным проблемам социальной географии, географии образования, региональной политики и регионального анализа. Один из коллектива авторов  3-го тома Национального атласа России по теме "Население. Экономика", словаря-справочника "Социально-экономическая география: понятия и термины", коллективной монографии "Социально-экономическая география в России", энциклопедии "Смоленская область", атласа Смоленской области.
Руководитель исследований по более чем 20 грантам РФФИ, РГНФ, РГО, РосАтома. 
Основные работы:
- География Смоленщины: учебное пособие. Смоленск: Траст-Имаком, 1994. 200 с. (в соавторстве, переиздавалось шесть раз, последнее переиздание в 2012 г.)
- Территориальная организация высшей школы России. Смоленск: Ойкумена, 2003. 200 с.
- Формирование и развитие территориальной структуры высшего образования России. М.: Международные отношения. 2003, 208 с.
- Динамика населения Смоленщины. Смоленск: Универсум, 2009. 100 с. (в соавторстве с Р.В. Аношкиным )
- Двадцать лет разделенного единства: экспедиционные записки.- монография. -- Смоленск: Ойкумена, 2012.- 384 с. (в соавторстве)
- Российско-белорусское приграничье: двадцать лет перемен. - Смоленск: Универсум, 2012,- 288 с. (в соавторстве)
- Постсоветское пространство: двадцать лет перемен. Смоленск: Универсум, 2013. 300 с. (в соавторстве)
- Человеческий капитал и социально-экономическое развитие регионов Российско-белорусского приграничья..-- Смоленск, 2017.- 364 с.  (в соавторстве)
- Модернизация и структурные трансформации российско-белорусского приграничья: монография /под ред. А.П. Катровского, Ю.П. Ковалева и, Т.И. Яськовой -- Смоленск, "Универсум" 2018 - 376 с. (в соавторстве)
- Транспорт и развитие туризма в приграничных с Белоруссией регионах России. монография/ под ред. А.П. Катровского, Ю.П. Ковалева и, Т.И. Яськовой-- Смоленск, 2019 - 260 с.(в соавторстве)
- "Эффект колеи": традиционное и инновационное в развитии Смоленской области: монография/под ред. А.П. Катровского, Т.И. Яськовой --Смоленск, 2021, - 172 с.
- Пространственная организация высшей школы России: монография/под ред. А.П. Катровского, С.П. Евдокимова, Т.И. Яськовой - Смоленск, 2022.- 312 с..